# Haemophilus ducreyi
Haemophilus ducreyi is een gram-negatieve streptobacil die verantwoordelijk is voor de seksueel overdraagbare aandoening weke sjanker ofwel ulcus molle. 